# Batalha de El Carrizal

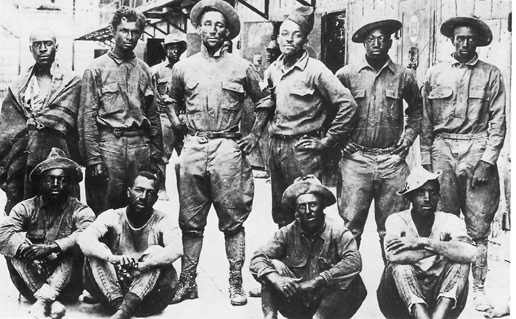
Soldados Buffalo da 10ª Cavalaria dos EUA feitos prisioneiros após a batalha.

A batalha de El Carrizal ocorreu em 21 de junho de 1916 . Foi um encontro violento entre o exército dos Estados Unidos sob o comando do general John J. Pershing e o exército federal mexicano, sob o comando do general Félix U. Gómez. o resultado da batalha foi uma vitória mexicana, que fez sentir um forte patriotismo no norte, os acontecimentos da batalha foram descritos pelo coronel Genovevo Rivas Guillén anos após a batalha.
Quando Francisco Villa foi atacado em 1916, a população americana de Columbus, Novo México, o General John J. Pershing, Chefe das Armas de El Paso, Texas, saiu com suas tropas em busca do Centauro del Norte, dentro do marco histórico mais conhecido. episódio como a Expedição Punitiva contra Francisco Villa. Diante de tal ação, o presidente Venustiano Carranza proibiu o avanço das tropas estadunidenses em qualquer direção (exceto norte), no território nacional, pelo que o general Jacinto B. Treviño enviou um telegrama ao general Pershing advertindo-o de que se violasse esta disposição presidencial, as tropas mexicanas iniciariam a defesa armada, respondendo Pershing que ele continuaria seu avanço.
Depois de ignorar a ordem presidencial, em 18 de junho de 1916, Pershing iniciou o movimento em direção a Villa Ahumada, Chihuahua; O capitão Charles T. Boyd, comandando um esquadrão de cavalaria e infantaria, marchou sobre o Rancho de Santo Domingo, de propriedade de um americano. As tropas mexicanas estavam na cidade vizinha de Carrizal, que fazia divisa com o Rancho de Santo Domingo e a Villa Ahumada.
Acreditando nos americanos que Villa poderia estar em El Carrizal, eles enviaram um destacamento. Na madrugada de 21 de junho, tropas americanas foram avistadas de Carrizal. Ao ser informado da situação, o tenente-coronel Rivas foi ao seu encontro para perguntar ao comandante Boyd qual era o motivo da sua presença naquele local, ao que este respondeu que alguns desertores estavam a ser perseguidos, pelo que o chefe americano insistiu em passar. Rivas solicitou instruções ao comandante das tropas mexicanas, que comunicou ao capitão americano que não poderia passar por aquele local e, por sua insistência, foi-lhe oferecido que esperasse que as instruções fossem novamente solicitadas para evitar qualquer mal-entendido e conflito armado.
Diante da recusa, o capitão Boyd respondeu que não podia mais perder tempo e sobre o conflito, disse que quem morreria seriam os homens. Diante dessa provocação, o general Félix respondeu que os soldados mexicanos sabiam morrer e que se achasse que poderia passar, tentaria. Imediatamente depois, ambos os comandantes se retiraram para iniciar a batalha, ordenando ao general Gómez que abrisse fogo para impedir o avanço dos americanos. No início da batalha, Gómez foi mortalmente ferido, assumindo o comando do tenente-coronel Rivas; Boyd morreu logo depois e outro oficial chamado Morey foi ferido; Os invasores, vendo-se sem líderes, renderam-se após terem sofrido pesadas perdas.
Essa dura batalha durou quase três horas e prejudicou ainda mais as relações entre os dois países. No entanto, o governo dos Estados Unidos estava naquela época mais preocupado com suas relações cada vez mais deterioradas com o governo alemão e querendo evitar duas frentes possíveis em caso de guerra com a Alemanha, decidiu resolver seus problemas com o México. Em 24 de novembro de 1916, foi assinado um tratado no qual se estabelecia que a expedição punitiva deveria deixar o país. As tropas norte-americanas não se retiraram até 6 de fevereiro de 1917, ou seja, quase dois meses depois, sem condições, compromissos ou arranjos prévios, tendo fracassado completamente em seu propósito de capturar Villa.
As baixas americanas foram 50 soldados mortos, 27 prisioneiros, além do fato de que 22 cavalos e inúmeras munições foram capturados. O México perdeu 27 homens e 39 soldados ficaram feridos.
Isso despertou um novo sentimento de patriotismo no norte do país, pois havia um grande número de voluntários que foram rapidamente treinados e alistados no exército mexicano temendo um forte contra-ataque de Pershing.